# Campionat de Biscaia de futbol
El Campionat de Biscaia de futbol (o Campionat Regional de Biscaia, en castellà Campeonato Regional de Vizcaya) fou la màxima competició futbolística disputada a Biscaia en els primers anys del futbol al País Basc. Fou organitzat per la Federació Biscaïna de Futbol entre 1918 i 1940 i serví com a classificatori per la Copa del Rei de futbol.

## Història
La competició regional al País Basc començà el 1913, seguint la creació de la Federació Regional Nord, inicialment formada per equips del País Basc (Biscaia, Guipúscoa i Àlaba) i de la província de Santander. Més tard també hi ingressaren els equips navarresos i riojans.
Es produïren diversos desacords entre els clubs biscaïns i guipuscoans, i el 1918 els equips guipuscoans es separaren de la Federació Nord i crearen la Federació Guipuscoana. Així, la temporada 1918-19 els clubs guipuscoans posaren en marxa el Campionat de Guipúscoa de futbol, mentre que els clubs biscaïns i càntabres continuaren jugant el Campionat Nord.
Aquest escenari es perllongà fins a l'any 1922, quan els equips de la província de Santander es separaren de la Federació Nord per crear el Campionat Regional Càntabre. Per la seva banda, la Federació del Nord acordà el canvi de nom esdevenint Federació Biscaïna, amb la participació dels clubs biscaïns i alabesos.
L'any 1934, l'assemblea de la Reial Federació Espanyola de Futbol va aprovar una reestructuració de les competicions de futbol, mitjançant la qual es van crear una sèrie de Campionats Suprarregionals, col·locats jeràrquicament per sobre dels campionats regionals organitzats per les federacions territorials que tradicionalment s'havien disputat fins aleshores. Els clubs del País Basc i Navarra disputaren el Campionat Suprarregional grup 3, també conegut com Copa Vasca.
Després de l'aturada per la guerra civil espanyola, el futbol retornà l'any 1939 amb un campionat biscaí format per 5 equips, inclòs el Bilbao Athletic (un equip format per l'Athletic de Bilbao, que va decidir no fer servir el nom oficial del club ja que només disposava d'una plantilla improvisada i es preocupava que uns resultats vergonyosos embrutessin la seva reputació). Aquest fou el campió, seguit de Barakaldo Oriamendi. La temporada 1939-40 es disputà la darrera edició del campionat.

## Historial
Font:
| Campionat Regional Nord                                       |
| Campionat Suprarregional Biscaia-Guipúscoa-Navarra/Copa Vasca |

| Temporada | Campió                            | Resultat                          | Subcampió                         | Refs          |
| --------- | --------------------------------- | --------------------------------- | --------------------------------- | ------------- |
| 1913-18   | vegeu Campionat Regional Nord     | vegeu Campionat Regional Nord     | vegeu Campionat Regional Nord     |               |
| 1918-19   | Arenas Club de Getxo (1)          | lliga                             | Racing Club de Santander          | [ 16 ]        |
| 1919-20   | Athletic Club (1)                 | lliga                             | Arenas Club de Getxo              | [ 21 ]        |
| 1920-21   | Athletic Club (2)                 | lliga                             | Arenas Club de Getxo              | [ 22 ]        |
| 1921-22   | Arenas Club de Getxo (2)          | lliga                             | Racing Club de Santander          | [ 23 ]        |
| 1922-23   | Athletic Club (3)                 | lliga                             | Arenas Club de Getxo              | [ 24 ]        |
| 1923-24   | Athletic Club (4)                 | lliga                             | Arenas Club de Getxo              | [ 25 ]        |
| 1924-25   | Arenas Club de Getxo (3)          | lliga                             | Athletic Club                     | [ 26 ]        |
| 1925-26   | Athletic Club (5)                 | lliga                             | Arenas Club de Getxo              | [ 27 ]        |
| 1926-27   | Arenas Club de Getxo (4)          | lliga                             | Athletic Club                     | [ 28 ] [ 29 ] |
| 1927-28   | Athletic Club (6)                 | lliga                             | Deportivo Alavés                  | [ 30 ]        |
| 1928-29   | Athletic Club (7)                 | lliga                             | Arenas Club de Getxo              | [ 31 ]        |
| 1929-30   | Deportivo Alavés (1)              | lliga                             | Athletic Club                     | [ 32 ]        |
| 1930-31   | Athletic Club (8)                 | lliga                             | Arenas Club de Getxo              | [ 33 ]        |
| 1931-32   | Athletic Club (9)                 | lliga                             | Arenas Club de Getxo              | [ 34 ]        |
| 1932-33   | Athletic Club (10)                | lliga                             | Arenas Club de Getxo              | [ 35 ]        |
| 1933-34   | Athletic Club (11)                | lliga                             | Barakaldo CF                      | [ 36 ]        |
| 1934-35   | vegeu Copa Vasca                  | vegeu Copa Vasca                  | vegeu Copa Vasca                  |               |
| 1934-35   | CD Getxo                          | lliga                             | Zugatzarte FC                     |               |
| 1935-36   | vegeu Copa Vasca                  | vegeu Copa Vasca                  | vegeu Copa Vasca                  |               |
| 1935-36   | SD Erandio                        | lliga                             | Zugatzarte FC                     |               |
| 1936-37   | no es disputà per la guerra civil | no es disputà per la guerra civil | no es disputà per la guerra civil |               |
| 1937-38   | no es disputà per la guerra civil | no es disputà per la guerra civil | no es disputà per la guerra civil |               |
| 1938-39   | Bilbao Athletic (1)               | lliga                             | CD Barakaldo-Oriamendi            | [ 39 ]        |
| 1939-40   | Athletic Club (12)                | lliga                             | SD Erandio                        | [ 40 ]        |

1. ↑  Algunes fonts situen el Racing com a segon classificat però sembla que fou l'Arenas.[17][18][19][20]
2. 1 2  Les temporades 1934-35 i 1935-36 els equips bascos i navarresos disputaren el Campionat Suprarregional Biscaia-Guipúscoa-Navarra. El campionat de Biscaia fou disputat per equips de segona categoria, situat per sota del Suprarregional jeràrquicament.

## Palmarès
| Club                 | Campió | Finalista                                                                           |
| -------------------- | --- | ----------------------------------------------------------------------------------- |
| Athletic Club        | 12 (1919-20, 1920-21, 1922-23, 1923-24, 1925-26, 1927-28, 1928-29, 1930-31, 1931-32, 1932-33, 1933-34, 1939-40) | 3 (1924-25, 1926-27, 1929-30)                                                       |
| Arenas Club de Getxo | 4 (1918-19, 1921-22, 1924-25, 1926-27)                                                                          | 9 (1919-20, 1920-21, 1922-23, 1923-24, 1925-26, 1928-29, 1930-31, 1931-32, 1932-33) |
| Deportivo Alavés     | 1 (1929-30) | 1 (1927-28)                                                                         |
| Bilbao Athletic      | 1 (1939) |                                                                                     |
| Barakaldo CF         | | 2 (1933-34, 1939)                                                                   |
| Racing de Santander  | | 2 (1918-19, 1921-22)                                                                |
| SD Erandio Club      | | 1 (1939-40)                                                                         |